# NGC 31
NGC 31 je spirální galaxie vzdálená od nás zhruba 425 milionů světelných let v souhvězdí Fénixe.